# Berzerk (Lied)
Berzerk (englisch für „Berserker“) ist ein Lied des US-amerikanischen Rappers Eminem. Der Song ist die erste Singleauskopplung seines achten Studioalbums The Marshall Mathers LP 2 und wurde am 27. August 2013 zum Download veröffentlicht. Am 18. Oktober 2013 erschien die Single in Deutschland auch als CD.

## Inhalt
Berzerk ist ein Partysong, in dessen Refrain dazu aufgerufen wird, das Haus zu rocken, die Musik aufzudrehen und sich gehen zu lassen, da das Leben zu kurz sei. In der ersten Strophe kritisiert Eminem die heutige Hip-Hop-Szene und ruft dazu auf, wieder zu den Anfängen des einfachen Raps zurückzukehren. Er vergleicht seine musikalischen Fähigkeiten mit der Kunst von Leonardo da Vinci und lässt sich nichts von Kritikern sagen. Außerdem bekundet Eminem, dass er Fan der Rapgruppe Public Enemy sei und erwähnt den Rapper Kendrick Lamar im positiven Sinn. Die zweite Strophe handelt davon, dass sich Eminem trotz seines Reichtums weiterhin so kleidet, als wäre er ein Rapper von der Straße und er dank seines Ruhms auch so Frauen aufreißen könne. Des Weiteren sagt er, dass er Kid Rock in dessen Meinung unterstützt, die Rapszene wäre momentan in einer schlechten Verfassung, wobei er allerdings keinen Rapper persönlich erwähnt. In der dritten Strophe rappt Eminem auf ironische Weise über seine ehemalige Drogensucht und wie er deshalb hässliche Frauen abgeschleppt hätte, da er nicht mehr bei Sinnen war. Hierbei schießt er unter anderem gegen Khloé Kardashian und deren Ehemann Lamar Odom sowie gegen den Rapper Future. Er meint außerdem, dass er allen Frauen, die ihn daten, das Herz brechen würde.
Der gesamte Text ist gespickt mit Vergleichen und Doppeldeutigkeiten.

## Produktion und Samples
Der Beat des Liedes wurde von Rick Rubin produziert und lehnt sich an die Oldschool-Produktionen aus den 1980er Jahren an.
Es sind Samples von drei Songs anderer Künstler enthalten. So wurden Elemente des Stücks The Stroke von Billy Squier verwendet. Außerdem wurden die Tracks Fight for Your Right und Feel Me Flow der Rap-Gruppen Beastie Boys bzw. Naughty by Nature gesampelt.

## Musikvideo
Bei dem zu Berzerk gedrehten Video, das am 9. September 2013 Premiere feierte, führten Syndrome Regie.
Am Anfang wird eine Kassette in ein übergroßes Radio eingelegt und ein Stecker angesteckt. Nun beginnt Eminem, der sich vor dem Radio befindet, zu rappen, wobei Rick Rubin neben ihm steht. Dazwischen werden immer wieder kurze Szenen von Backyard-Wrestling-Kämpfen sowie von Billy Squiers Musikvideo zu The Stroke eingespielt. Außerdem haben Eminems Labelkollegen Slaughterhouse, Mr. Porter und Yelawolf sowie die Musiker Kid Rock und Kendrick Lamar Gastauftritte im Video. Am Ende sieht man Eminem und Rick Rubin bei einem Kartenspiel. Diese Szene ist eine Hommage an LL Cool Js Video zu Going Back to Cali aus dem Jahr 1989.

## Single

### Covergestaltung
Das Singlecover zeigt ein altes, graues Radio mit eingelegter Musikkassette, auf der sich der Schriftzug Beats befindet. Im Vordergrund des Bildes steht der Titel Berzerk in Rot. Dahinter befindet sich Eminems Logo – ein großes umgekehrtes E. Das Cover ist eine Hommage an das Singlecover zum Lied Radio von LL Cool J aus dem Jahr 1985.

### Preise
Bei den Grammy Awards 2014 wurde Berzerk in der Kategorie Best Rap Performance nominiert, unterlag jedoch dem Lied Thrift Shop von Macklemore und Ryan Lewis feat. Wanz.

### Chartplatzierungen
Berzerk stieg in der 37. Kalenderwoche des Jahres 2013 auf Platz 15 in die deutschen Charts ein und erreichte vier Wochen später mit Rang 10 die Höchstposition. Insgesamt hielt sich das Lied 24 Wochen in den Top 100.
| ChartsChartplatzierungen       | Höchstplatzierung | Wochen |
| ------------------------------ | ----------------- | ------ |
| Deutschland (GfK)              | 10 (24 Wo.)       | 24     |
| Österreich (Ö3)                | 22 (15 Wo.)       | 15     |
| Schweiz (IFPI)                 | 9 (14 Wo.)        | 14     |
| Vereinigte Staaten (Billboard) | 3 (20 Wo.)        | 20     |
| Vereinigtes Königreich (OCC)   | 2 (12 Wo.)        | 12     |

| ChartsJahrescharts (2013)      | Platzierung |
| ------------------------------ | ----------- |
| Deutschland (GfK)              | 78          |
| Vereinigte Staaten (Billboard) | 67          |

### Auszeichnungen für Musikverkäufe
Die Single wurde in der ersten Verkaufswoche 362.000 Mal in den Vereinigten Staaten heruntergeladen. Im Jahr 2022 wurde Berzerk für mehr als vier Millionen Verkäufe in den Vereinigten Staaten mit einer vierfachen Platin-Schallplatte ausgezeichnet. Im gleichen Jahr erhielt es in Deutschland für über 150.000 verkaufte Einheiten eine Goldene Schallplatte.

| Land/Region                  | Auszeichnungen für Musikverkäufe (Land/Region, Auszeichnung, Verkäufe) | Verkäufe  |
| ---------------------------- | ---------------------------------------------------------------------- | --------- |
| Australien (ARIA)            | 3× Platin                                                              | 210.000   |
| Brasilien (PMB)              | Platin                                                                 | 60.000    |
| Deutschland (BVMI)           | Gold                                                                   | 150.000   |
| Frankreich (SNEP)            | —                                                                      | 33.600    |
| Kanada (MC)                  | 2× Platin                                                              | 160.000   |
| Neuseeland (RMNZ)            | Platin                                                                 | 15.000    |
| Österreich (IFPI)            | Gold                                                                   | 15.000    |
| Schweden (IFPI)              | Gold                                                                   | 20.000    |
| Vereinigte Staaten (RIAA)    | 4× Platin                                                              | 4.000.000 |
| Vereinigtes Königreich (BPI) | Platin                                                                 | 600.000   |
| Insgesamt                    | 3× Gold · 12× Platin ·                                                 | 5.263.600 |

Hauptartikel: Eminem/Auszeichnungen für Musikverkäufe

### Auszeichnungen für Musikstreaming
| Land/Region     | Auszeichnungen für Musikverkäufe (Land/Region, Auszeichnung, Verkäufe) | Verkäufe |
| --------------- | ---------------------------------------------------------------------- | -------- |
| Dänemark (IFPI) | Gold                                                                   | 900.000  |
| Insgesamt       | 1× Gold ·                                                              | 900.000  |

Hauptartikel: Eminem/Auszeichnungen für Musikverkäufe